# Who Is It (Björk)
Who Is It is de tweede single van het album Medúlla van de IJslandse zangeres Björk. De volledige titel is Who Is It (Carry My Joy on the Left, Carry My Pain on the Right)

## Videoclip
In de videoclip van Who Is It staat Björk op een groot strand in een enorme jurk vol met belletjes. Daar klingelt ze nogal vrolijk mee. Ook staan er nog een paar andere mensen naast haar met bellen. De video-versie van Who Is It is anders dan die van het album. Voor de video zijn de bellen als instrumenten gebruikt en op het album staan alleen menselijke stemklanken (deze versie staat op de single met de ondertitel "bell choir mix"). De videoclip is geregisseerd door Dawn Shadforth.

## Uitgaven
De single is op cd-single en dvd-single uitgebracht. De dvd bevat de videoclip. De cd bevat een remix van Oceania met Kelis, die al eerder op de single van Oceania was uitgegeven.
- Cd-single

1. Who is it (c2n dattasette mix)
2. Who is it (fruit machine mix)
3. Who is it (bell choir mix)
4. Oceania (featuring Kelis)

- Dvd-single

1. Who is it (choir mix)
2. Mouth's cradle (cortejo affro / ilê aiyê mix)